# Neobatrachus pictus
Neobatrachus pictus är en groddjursart som beskrevs av Peters 1863. Neobatrachus pictus ingår i släktet Neobatrachus och familjen Limnodynastidae. IUCN kategoriserar arten globalt som livskraftig. Inga underarter finns listade i Catalogue of Life.